# 森山周
森山 周（もりやま まこと、1981年8月11日 - ）は、兵庫県川西市出身の元プロ野球選手（外野手・内野手、右投左打）、コーチ、野球解説者。2020年よりクラーク記念国際高等学校仙台キャンパス女子硬式野球部監督。もみあげが長いことから「ルパン」の愛称もある。妻はタレントの滝口ミラ。

## 経歴

### プロ入り前
川西市立清和台中学校から報徳学園高校（南竜介とは同期かつクラスメイト）に進学。在学中にチームは春夏3度甲子園出場したが、いずれもベンチ外だった。俊足を見込まれ、高校卒業前に立命館大学のアメフト部からスカウトされている。森山は野球を続けるか、卒業後の就職に有利なアメフトに転向するか悩んだが、最終的にプロになりたいという強い思いから野球を続けることになり、大阪産業大学に進学。大学では俊足を生かすため左打ちを始める。3年秋にはリーグ戦首位打者を獲得、ベストナイン2回。社会人野球のヤマハでは都市対抗野球に2年連続1番打者として出場。2005年の大学・社会人ドラフト会議でオリックス・バファローズから4巡目指名を受け、入団。背番号は「0」。この背番号の意味には ダイアモンドを「周」れるようにという意味が隠されている。

### オリックス時代
プロ1年目の2006年、5月に一軍に昇格するもすぐ二軍落ち。しかし、7月に再び一軍昇格。9月には4割を超える高打率を残し、シーズン打率.356を記録した。シーズン終盤には二塁手としてスタメンに名を連ねることも多くなった。また、フルカウントになった10打席のうち3安打6四球（出塁率9割）であった。
2007年は、13打数無安打に終わり、11試合の出場にとどまった。秋季キャンプより、外野手にも取り組み始めた。
テリー・コリンズの監督在任時はほとんど一軍出場が無かったが、2008年5月下旬から大石大二郎が監督代行になると、一番に一軍に呼ばれた。主に代走要員として自己最多の42試合に出場した。

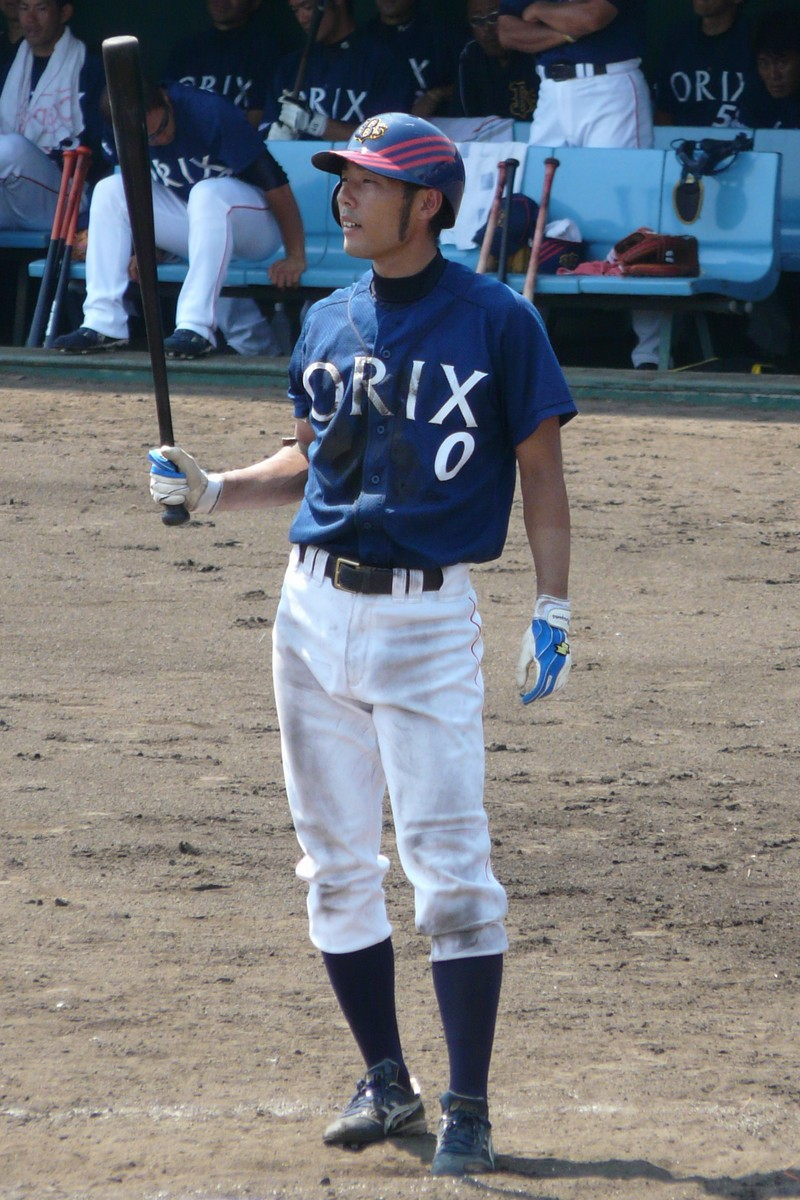
オリックス時代（2009年）

2009年は34試合に出場し、守備では内外野全てのポジションで起用されたが、打撃では11打数無安打に終わった。
2010年は開幕二軍ながらウエスタン・リーグで高打率を記録し、4月13日に昇格。ところが、グレッグ・ラロッカの故障を受け、三塁手の補充のために一輝との入れ替えで翌日即登録抹消となった。その後も二軍で結果を出し続け、最終的に二軍では36試合で打率.372という好成績をあげ、5月15日に一軍昇格。昇格当初は、代走・守備要員での出場が専らだった。だが、7月28日の対日本ハム戦で自身4年ぶりに3安打を放った。以降は、2番・右翼手ないしは左翼手としてスタメンに定着した。68試合に出場し、2006年と2008年に記録した計28安打を上回る43安打を放って打率.330を記録した。この年から外野手として起用されるになる。
2011年も代走･守備要員としての出場が多かったものの、7月2日・7月3日・7月5日とチームがプロ野球タイ記録の3試合連続サヨナラ勝ちを収めた際には、いずれもサヨナラのホームを踏んだ。しかし、前年を上回る自己最多の82試合に出場しながら、打率.186に終わった。
2012年は一軍での出場機会をなかなか得られず、18試合の出場で打率.153に終わり、10月4日に戦力外通告を受けた

### 楽天時代
2012年11月26日に東北楽天ゴールデンイーグルスとの契約が発表された。

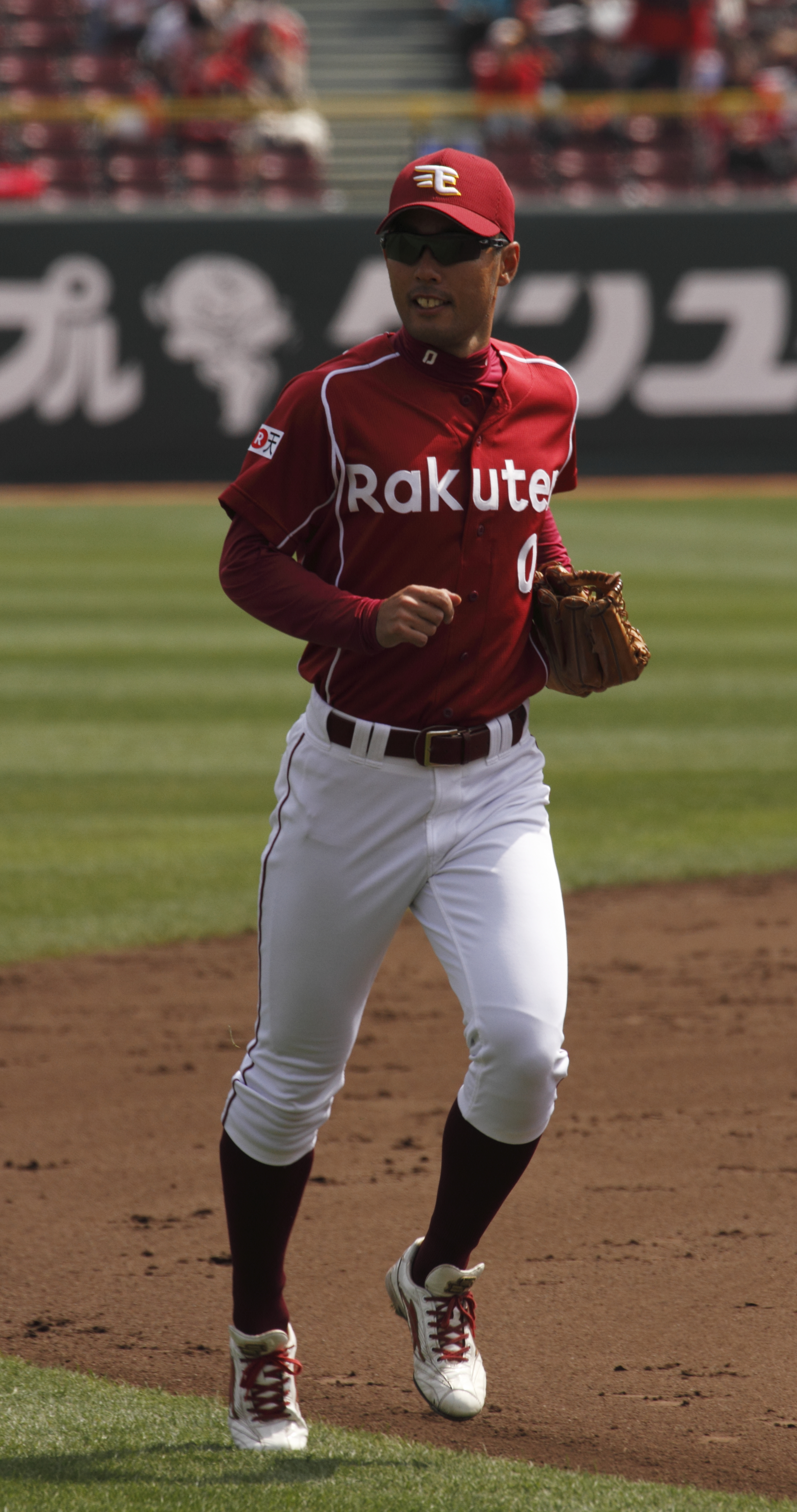
楽天選手時代 2013年3月16日、マツダスタジアムにて

移籍1年目の2013年は、守備固めや代走の切り札として、自己最多となる89試合に出場し、盗塁も自己最多の11を記録。楽天の優勝と日本一に大いに貢献した。また日本シリーズ第3戦ではホームランを獲るような勢いで東京ドームのフェンスを駆け上がりジャンプをし大きな話題となり、第5戦では落ちるとタイムリーヒットになり得たライナー性の打球を獲りファインプレー。抑えの則本昂大を救いファンを沸かした。私生活でも10月に元アイドリング!!!メンバーでもあるタレントの滝口ミラと入籍。
2014年も、守備固めや代走の切り札として起用され、チーム2位となる8盗塁を記録した。また9月20日はピンチバンターとして起用され7回の緊張の場面でバントを決め追加点に貢献。9回の一点決めればサヨナラという場面でヒットで出塁をし二盗さらには三盗を決めて一気にホームインをし移籍後初のヒーローインタビューの舞台に立った。当時の監督星野仙一からは「よく決めてくれた。若手も見習って欲しいね」とコメント。10月17日には長男が誕生。出産に立ち会った。
2015年もまた主に代走の切り札として起用され続けた。代走として最も多く起用され、9盗塁を記録。9月9日には同点の8回無死一塁の場面で、二盗を決めて相手の失策を誘い一気に三塁へ、松井稼頭央の犠打で決勝のホームインをして魅せた。この日森山の活躍で楽天はノーヒットで試合を決めた。同年10月12日、現役引退を発表。翌10月13日に任意引退公示された。また同日に楽天の二軍外野守備走塁コーチに就任することも発表された。

### 現役引退後
2015年10月、宮崎での秋季教育リーグ（フェニックスリーグ）で前述のとおり二軍外野守備走塁コーチとして始動。背番号は84となり、これは現役時代の背番号0を足して840＝走れ！ という意味である。1月23日、コボスタ宮城で行われた楽天ファン感謝祭にて引退セレモニーを行った。妻の滝口ミラと息子も花束贈呈で登場した。
2016年10月、二軍外野守備走塁コーチから一軍外野守備走塁コーチへの配置転換が発表された。
2018年12月25日に楽天イーグルスアカデミーコーチへの就任が発表され、2019年からはアカデミーコーチを務めながらJ SPORTSの野球解説者に就任する。
2020年12月、楽天が連携しているクラーク記念国際高等学校（仙台）女子硬式野球部の監督に就任。楽天アカデミーコーチも引き続き兼任する。

## 選手としての特徴・人物
50メートル走5.5秒、一塁到達3.7秒台の俊足を誇り、2010年までの内野安打率は29.5パーセントを誇る。打撃では安打の半分近くが左方向に飛ぶ。
ダルビッシュ有は自身のYouTubeチャンネルの動画内で、日本ハム時代に最も苦手としていた打者に森山を挙げている。

## 詳細情報

### 年度別打撃成績
| 年 度      | 球 団      | 試 合 | 打 席 | 打 数 | 得 点 | 安 打 | 二 塁 打 | 三 塁 打 | 本 塁 打 | 塁 打 | 打 点 | 盗 塁 | 盗 塁 死 | 犠 打 | 犠 飛 | 四 球 | 敬 遠 | 死 球 | 三 振 | 併 殺 打 | 打 率 | 出 塁 率 | 長 打 率 | O P S |
| ---------- | ---------- | ----- | ----- | ----- | ----- | ----- | -------- | -------- | -------- | ----- | ----- | ----- | -------- | ----- | ----- | ----- | ----- | ----- | ----- | -------- | ----- | -------- | -------- | ----- |
| 2006       | オリックス | 35    | 55    | 45    | 9     | 16    | 1        | 0        | 0        | 17    | 1     | 2     | 3        | 2     | 0     | 6     | 0     | 2     | 4     | 1        | .356  | .453     | .378     | .831  |
| 2007       | オリックス | 11    | 15    | 13    | 1     | 0     | 0        | 0        | 0        | 0     | 0     | 0     | 0        | 2     | 0     | 0     | 0     | 0     | 0     | 0        | .000  | .000     | .000     | .000  |
| 2008       | オリックス | 42    | 67    | 58    | 10    | 12    | 1        | 0        | 0        | 13    | 5     | 4     | 3        | 3     | 1     | 5     | 0     | 0     | 12    | 0        | .207  | .266     | .224     | .490  |
| 2009       | オリックス | 34    | 12    | 11    | 11    | 0     | 0        | 0        | 0        | 0     | 0     | 3     | 1        | 0     | 0     | 1     | 0     | 0     | 2     | 0        | .000  | .083     | .000     | .083  |
| 2010       | オリックス | 68    | 149   | 130   | 26    | 43    | 2        | 0        | 0        | 45    | 9     | 5     | 2        | 10    | 1     | 8     | 0     | 0     | 21    | 2        | .331  | .367     | .346     | .713  |
| 2011       | オリックス | 82    | 125   | 113   | 19    | 21    | 1        | 0        | 0        | 22    | 4     | 5     | 2        | 6     | 0     | 6     | 0     | 0     | 19    | 1        | .186  | .227     | .195     | .422  |
| 2012       | オリックス | 18    | 27    | 26    | 2     | 4     | 0        | 0        | 0        | 4     | 0     | 1     | 0        | 0     | 0     | 1     | 0     | 0     | 2     | 1        | .154  | .185     | .154     | .339  |
| 2013       | 楽天       | 89    | 95    | 81    | 20    | 22    | 0        | 0        | 0        | 22    | 9     | 11    | 2        | 5     | 0     | 8     | 0     | 1     | 10    | 0        | .272  | .344     | .272     | .616  |
| 2014       | 楽天       | 50    | 53    | 44    | 12    | 8     | 1        | 0        | 0        | 9     | 0     | 8     | 2        | 6     | 0     | 3     | 1     | 0     | 12    | 0        | .182  | .234     | .205     | .439  |
| 2015       | 楽天       | 47    | 21    | 15    | 11    | 3     | 1        | 0        | 0        | 4     | 0     | 9     | 3        | 4     | 0     | 2     | 0     | 0     | 4     | 2        | .200  | .294     | .267     | .561  |
| 通算：10年 | 通算：10年 | 476   | 619   | 536   | 121   | 129   | 7        | 0        | 0        | 136   | 28    | 48    | 18       | 38    | 2     | 40    | 1     | 3     | 86    | 7        | .241  | .296     | .254     | .550  |

### 年度別守備成績
内野守備
| 年 度 | 一塁  | 一塁  | 一塁  | 一塁  | 一塁  | 一塁     | 二塁  | 二塁  | 二塁  | 二塁  | 二塁  | 二塁     | 三塁  | 三塁  | 三塁  | 三塁  | 三塁  | 三塁     | 遊撃  | 遊撃  | 遊撃  | 遊撃  | 遊撃  | 遊撃     |
| 年 度 | 試 合 | 刺 殺 | 補 殺 | 失 策 | 併 殺 | 守 備 率 | 試 合 | 刺 殺 | 補 殺 | 失 策 | 併 殺 | 守 備 率 | 試 合 | 刺 殺 | 補 殺 | 失 策 | 併 殺 | 守 備 率 | 試 合 | 刺 殺 | 補 殺 | 失 策 | 併 殺 | 守 備 率 |
| ----- | ----- | ----- | ----- | ----- | ----- | -------- | ----- | ----- | ----- | ----- | ----- | -------- | ----- | ----- | ----- | ----- | ----- | -------- | ----- | ----- | ----- | ----- | ----- | -------- |
| 2006  | -     | -     | -     | -     | -     | -        | 21    | 28    | 75    | 3     | 14    | .972     | -     | -     | -     | -     | -     | -        | 3     | 3     | 5     | 0     | 2     | 1.000    |
| 2007  | -     | -     | -     | -     | -     | -        | 10    | 7     | 15    | 0     | 3     | 1.000    | -     | -     | -     | -     | -     | -        | -     | -     | -     | -     | -     | -        |
| 2008  | -     | -     | -     | -     | -     | -        | 7     | 7     | 5     | 1     | 2     | .923     | 4     | 1     | 3     | 0     | 0     | 1.000    | 23    | 30    | 59    | 4     | 10    | .957     |
| 2009  | 2     | 5     | 0     | 0     | 0     | 1.000    | 6     | 3     | 6     | 1     | 0     | .900     | 11    | 0     | 4     | 0     | 0     | 1.000    | 2     | 0     | 0     | 0     | 0     | .---     |
| 2011  | 1     | 0     | 0     | 0     | 0     | .000     | -     | -     | -     | -     | -     | -        | -     | -     | -     | -     | -     | -        | -     | -     | -     | -     | -     | -        |
| 2012  | 2     | 3     | 0     | 0     | 1     | 1.000    | -     | -     | -     | -     | -     | -        | -     | -     | -     | -     | -     | -        | -     | -     | -     | -     | -     | -        |
| 通算  | 5     | 8     | 0     | 0     | 1     | 1.000    | 44    | 45    | 101   | 5     | 19    | .967     | 15    | 1     | 7     | 0     | 0     | 1.000    | 28    | 33    | 64    | 4     | 12    | .960     |

外野守備
| 年 度 | 外野手 | 外野手 | 外野手 | 外野手 | 外野手 | 外野手   |
| 年 度 | 試 合  | 刺 殺  | 補 殺  | 失 策  | 併 殺  | 守 備 率 |
| ----- | ------ | ------ | ------ | ------ | ------ | -------- |
| 2009  | 2      | 2      | 0      | 0      | 0      | 1.000    |
| 2010  | 54     | 58     | 1      | 0      | 0      | 1.000    |
| 2011  | 63     | 73     | 2      | 1      | 0      | .987     |
| 2012  | 12     | 16     | 0      | 0      | 0      | 1.000    |
| 2013  | 78     | 62     | 1      | 0      | 0      | 1.000    |
| 2014  | 44     | 36     | 2      | 0      | 0      | 1.000    |
| 2015  | 31     | 15     | 0      | 0      | 0      | 1.000    |
| 通算  | 285    | 264    | 6      | 1      | 0      | .996     |

### 記録
- 初出場：2006年5月20日、対阪神タイガース1回戦（阪神甲子園球場）、8回表に清原和博の代走で出場
- 初打席・初安打：2006年5月23日、対広島東洋カープ1回戦（広島市民球場）、7回表に林昌樹から三塁内野安打
- 初先発出場：2006年7月13日、対福岡ソフトバンクホークス11回戦（京セラドーム大阪）、9番・遊撃手で先発出場、1打数1安打
- 初盗塁：2006年7月28日、対千葉ロッテマリーンズ11回戦（スカイマークスタジアム）、3回裏に二盗（投手：渡辺俊介、捕手：里崎智也）
- 初打点：2006年7月29日、対千葉ロッテマリーンズ12回戦（京セラドーム大阪）、2回裏に久保康友から中前適時打

### 背番号
- 0 （2006年 - 2015年）
- 84（2016年 - 2018年）